# Rappin' Down Town
Rappin' Down Town è il terzo album del gruppo hip hop statunitense The Sugarhill Gang, pubblicato nel 1983 e distribuito dalla Sugar Hill Records e dalla Disques Vogue per il mercato francese.

## Tracce
1. The Lover in You – 6:52 (testo: Pete Wingfield, Sylvia Robinson)
2. The Word is Out – 5:40 (testo: Bernard Alexander, Doug Wimbish, Guy O'Brien, Henry Jackson, Michael Wright, Robinson)
3. Winner Is – 6:48 (testo: Wimbish, Skip McDonald)
4. Kick It Live from 9 to 5 – 6:25 (testo: Michael Hepburn, Pleasure)
5. Space Race – 7:41 (testo: Wimbish, Ed Fletcher, McDonald)
6. Girls – 5:37 (testo: Al Goodman, Harry Ray, Wright, O'Brien, Venus Dodson)

Durata totale: 39:03